# Moviment de Resistència Democràtic d'Eritrea Gash Setit
El Moviment de Resistència Democràtic d'Eritrea Gash Setit fou un grup polític d'Eritrea escindit del Front d'Alliberament d'Eritrea el 1986 i que es va fusionar al Partit Popular d'Eritrea el maig del 2009.
El grup faccional del FLE no es va constituir en partit fins al 1994 amb el nom de Kunama Movement for the Liberation of Eritrea dirigit per Woldeselassie Chachu, i amb centre a la regió entre els rius Gash i Setit. Woldeselassie Chachu fou segrestat al cap de poc, dins el mateix 1994. El partit es va obrir a l'altra ètnia de la regió, els nara/baria, i al congrés de 1996 va canviar el nom a Eritrean Democratic Resistance Movement of Gash-Setit, i va desenvolupar una limitada lluita armada fins al 2001; el març de 1999 quan es va començar a organitzar l'Forces Nacionals d'Eritrea fou un dels seus membres i després de l'Aliança Nacional Eritrea (2002). El 2005 va formar una aliança de set partits però després se'n va separar i no va ingressar a l'Aliança Democràtica Eritrea, restant grup independent fins al 24 de maig de 2009 quan es va fusionar (de fet fou absorbit) pel Partit Popular d'Eritrea. El 31 de desembre de 2009 aquest darrer partit es va unir al Partit Democràtic d'Eritrea i es va formar el Partit Popular Democràtic d'Eritrea.